# 歓喜院 (春日部市大枝)
歓喜院（かんきいん）は、埼玉県春日部市にある真言宗豊山派の寺院。なお、当寺の約4キロメートル北東の同市東中野に同名の寺がある。そちらの寺も真言宗豊山派である。

## 歴史
創建年代は不明である。過去に遭った火災で寺の記録を失ってしまったためである。ただ江戸時代後期の地誌『新編武蔵風土記稿』に記載されていることから、その頃には既に存在していたものと推測される。
隣の大枝香取神社は、かつての境内社であった。明治初年の神仏分離により、境内を分割して独立した。
当院の本尊は十一面観音で、「武里観音」と呼ばれている。現在の本堂は1974年（昭和49年）に建てられたものである。

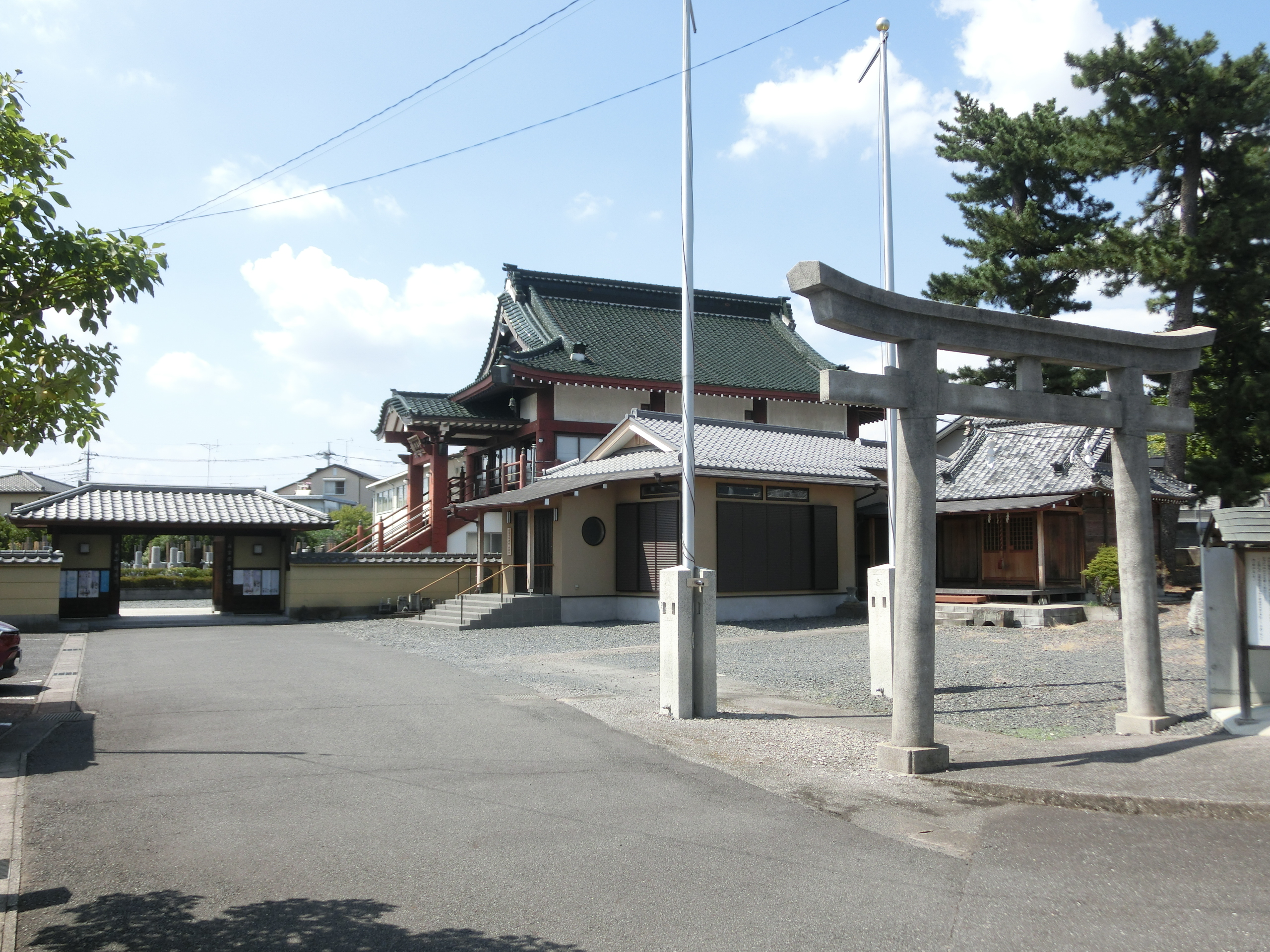
歓喜院（奥）と大枝香取神社（手前）

## 交通アクセス
- 武里駅より徒歩9分。